# Evan Solomon
Pour les articles homonymes, voir Solomon.
Evan Solomon, né le 20 avril 1968 à Toronto, est un homme politique canadien de l'Ontario.
Il est député libéral de la circonscription fédérale ontarienne de Toronto-Centre depuis avril 2025. Le mois suivant, elle entre au cabinet du premier ministre Mark Carney à titre de ministre de l'Intelligence artificielle et de l'Innovation digitale et ministre responsable du Développement économique pour la région du Sud de l'Ontario.
Avant la politique, il est présentateur du The Evan Solomon Show sur les ondes de la station de radio torontoise CFRB. Il est également chroniqueur pour le magazine Maclean's. Solomon présente aussi des émissions politiques nationales tels que Power Play (en) et Question Period (en) sur les ondes de CTV. En 2022, il s'installe à New York afin d'accepter un poste dans le Eurasia Group (en) en tant qu'éditeur pour GZERO Media. Simultanément, il continue avec CTV à titre de correspondant spécial en matière de politique canadienne et d'affaires étrangères.

## Biographie
Né à Toronto, Solomon gradue de l'école privée pour garçons Crescent School (en) et ensuite de l'université McGill de Montréal en littérature anglaise et études religieuses.
En 1992, Solomon co-fonde le magazine Shift (en) avec Andrew Heintzman (en) qui, originairement plus accès sur les arts et la culture, s'oriente graduellement vers la technologie et la culture Internet. Solomon quitte le magazine en 1999 pour faire la promotion de sa première nouvelle, Crossing the Distance. Il travaille aussi comme diffuseur pour The Changemakers, FutureWorld et Hot Type (en) pour la Société Radio-Canada. En 2004, il travaille comme co-éditeur, avec Heitzman, de Fueling the Future: How the Battle Over Energy is Changing Everything. Il est aussi animateur, avec Carole MacNeil (en), de CBC News: Sunday (en) et de CBC News: Sunday Night (en) de 2004 à 2009.
En 2009, Solomon est choisi pour animer l'émission politique Power & Politics (en) sur CBC News Network et l'émission d'affaires politique The House (en) sur CBC Radio One,.
En juin 2009, il est renvoyé de CBC après des révélations du Toronto Star indiquant qu'il aurait perçu des commissions secrètes pour avoir négocié des ventes d'oeuvres d'art appartenant à son ami et collectionneur Bruce Bailey tout en bénéficiant de ses contacts auprès de la CBC.
En août 2015, Sirius XM Canada (en) annonce l'embauche de Solomon pour l'émission politique Everything Is Political sur sa chaîne Canada Talks (en) pendant l'élection fédérale de 2015. Il publie également un chronique dans le magazine Maclean's pendant la durée de la campagne. 
En 2016, Solomon annonce se joindre à la radio parlée CFRA (en) d'Ottawa,.
De 2016 à 2022, il anime l'émission d'affaires politiques Question Period sur les ondes de CTV et est lecteur de nouvelles substitut pour le CTV National News (en). 
En 2017, il s'associe au à la radio parlée CFRB de Toronto où il anime The Evan Solomon Show sur les ondes des stations radios Bell Média Radio jusqu'à son départ en 2022.
En 2022, il s'associe au groupe GZERO Media du groupe Eurasia Group fondé par le scientifique géopolitique et auteur Ian Bremmer. Il quitte le groupe en 2025 lors de sa candidature pour l'élection fédérale de 2025. Il démission également de son poste à CTV, pour qui il travaillait toujours, avant l'élection de Mark Carney à la direction du Parti libéral du Canada.

### Vie personnelle
De confession juive, Solomon est marié à Tammy Quinn et à deux enfants,.